# Râul Ozunca
Râul Ozunca sau Râul Bățani este un curs de apă, afluent al râului Baraolt. 